# Бозей
Бозей (каз. Бөзей) — село в Шардаринском районе Туркестанской области Казахстана. Входит в состав сельского округа Кауысбека. Код КАТО — 516457400.

## Население
В 1999 году население села составляло 39 человек (21 мужчина и 18 женщин). По данным переписи 2009 года, в селе проживали 84 человека (49 мужчин и 35 женщин).